# Hypoxis kraussiana
Hypoxis kraussiana là một loài thực vật có hoa trong họ Hypoxidaceae. Loài này được Buchinger ex C.Krauss mô tả khoa học đầu tiên năm 1845.